# Hariharpur Harinamar
Hariharpur Harinamar – gaun wikas samiti w środkowej części Nepalu w strefie Dźanakpur w dystrykcie Mahottari. Według nepalskiego spisu powszechnego z 2001 roku liczył on 1135 gospodarstw domowych i 6217 mieszkańców (3092 kobiet i 3125 mężczyzn).